# Crossocheilus burmanicus
Crossocheilus burmanicus är en fiskart som beskrevs av Hora, 1936. Crossocheilus burmanicus ingår i släktet Crossocheilus och familjen karpfiskar. IUCN kategoriserar arten globalt som livskraftig. Inga underarter finns listade i Catalogue of Life.